# حكومة محمود عباس
حكومة محمود عباس هي الحكومة الفلسطينية السادسة، كانت برئاسة محمود عباس، واستمرت منذ 30 مارس 2003 حتى 7 أكتوبر 2003.

## تشكيلة الحكومة
تكون مجلس وزراء حكومة محمود عباس من 25 وزارة و24 وزيرًا (من ضمنهم سيدة واحدة فقط).
احتفظ رئيس الوزراء بمنصب وزير الداخلية، وضل منصب وزير الأوقاف والشؤون الدينية شاغرًا. كما استحدث ثلاث وزارات جديدة هي: وزارة شؤون المفاوضات ووزارة شؤون مجلس الوزراء ووزارة الدولة للشؤون الأمنية.
فُصلت وزارة التخطيط والتعاون الدولي إلى وزارتين هما وزارة التخطيط ووزارة التعاون الدولي التي حُول اسمها إلى وزارة شؤون العلاقات الخارجية. كما تم فصل وزارة الثقافة والإعلام إلى وزارتين هما وزارة الإعلام ووزارة الثقافة.
| ت  | الاسم                               | صورة      | الحقيبة الوزارية                                   | الحزب                        | ملاحظات |
| -- | ----------------------------------- | --------- | -------------------------------------------------- | ---------------------------- | --- |
| 1  | محمود عباس                          |           | رئيس وزراء السلطة الوطنية الفلسطينية وزير الداخلية | حركة فتح                     | أمين سر اللجنة التنفيذية لمنظمة التحرير الفلسطينية                                                          |
| 2  | نبيل علي رشيد شعث                   |           | وزير شؤون العلاقات الخارجية                        | حركة فتح                     | عضو المجلس التشريعي الفلسطيني الأول عن دائرة خان يونس من الحكومة السابقة                                    |
| 3  | صائب محمد صالح عريقات               |           | وزير شؤون المفاوضات                                | حركة فتح                     | عضو المجلس التشريعي الفلسطيني الأول عن دائرة أريحا من الحكومة السابقة                                       |
| 4  | متري طناس جريس أبوعيطة              |           | وزير السياحة والآثار                               | حركة فتح                     | عضو المجلس التشريعي الفلسطيني الأول عن دائرة بيت لحم من الحكومة السابقة                                     |
| 5  | ماهر نشأت طاهر المصري               |           | وزير الاقتصاد الوطني                               | حركة فتح                     | عضو المجلس التشريعي الفلسطيني الأول عن دائرة نابلس من الحكومة السابقة                                       |
| 6  | انتصار مصطفى محمود الوزير           |           | وزيرة الشؤون الاجتماعية                            | حركة فتح                     | عضو المجلس التشريعي الفلسطيني الأول عن دائرة غزة من الحكومة السابقة                                         |
| 7  | رفيق شاكر درويش النتشة              |           | وزير الزراعة                                       | حركة فتح                     | عضو المجلس التشريعي الفلسطيني الأول عن دائرة الخليل من الحكومة السابقة                                      |
| 8  | هشام علي حسن عبد الرازق             |           | وزير لشؤون الأسرى والمعتقلين                       | حركة فتح                     | عضو المجلس التشريعي الفلسطيني الأول عن دائرة شمال غزة عضو سابق في حكومة ياسر عرفات الثالثة والحكومة السابقة |
| 9  | يحيى أسعد محمود عاشور "حمدان عاشور" |           | وزير الأشغال العامة والإسكان                       | حركة فتح                     | |
| 10 | عبد الكريم محمود مسلم أبو صلاح      |           | وزير العدل                                         | حركة فتح                     | عضو المجلس التشريعي الفلسطيني الأول عن دائرة خان يونس                                                       |
| 11 | زياد محمود حسين أبو عمرو            |           | وزير الثقافة                                       | حركة فتح                     | عضو المجلس التشريعي الفلسطيني الأول عن دائرة غزة                                                            |
| 12 | جمال عبد اللطيف صالح الشوبكي        |           | وزير الحكم المحلي                                  | حركة فتح                     | |
| 13 | نبيل محمود يوسف عمرو                |           | وزير الإعلام                                       | حركة فتح                     | عضو المجلس التشريعي الفلسطيني الأول عن دائرة الخليل عضو سابق في حكومة ياسر عرفات الثالثة                    |
| 14 | عزام نجيب مصطفى الأحمد              |           | وزير الاتصالات                                     | حركة فتح                     | عضو المجلس التشريعي الفلسطيني الأول عن دائرة جنين من الحكومة السابقة                                        |
| 15 | سعدي محمود سليمان الكرنز            |           | وزير المواصلات                                     | حركة فتح                     | عضو المجلس التشريعي الفلسطيني الأول عن دائرة دير البلح عضو سابق في حكومة ياسر عرفات الثالثة                 |
| 16 | محمد دحلان                          |           | وزير دولة للشؤون الأمنية                           | حركة فتح                     | |
| 17 | عبد الفتاح محمد إبراهيم حمايل       |           | وزير دولة لشؤون الشباب والرياضة                    | حركة فتح                     | |
| 18 | ياسر عبد ربه                        |           | وزير شؤون مجلس الوزراء                             | حزب فدا                      | عضو اللجنة التنفيذية لمنظمة التحرير الفلسطينية من الحكومة السابقة                                           |
| 19 | غسان الخطيب                         |           | وزير العمل                                         | حزب الشعب                    | من الحكومة السابقة                                                                                          |
| 20 | سلام فياض                           |           | وزير المالية                                       | مستقل                        | من الحكومة السابقة                                                                                          |
| 21 | نبيل قسيس                           |           | وزير التخطيط                                       | مستقل                        | من الحكومة السابقة                                                                                          |
| 22 | نعيم أبو الحمص                      |           | وزير التربية والتعليم                              | مستقل                        | من الحكومة السابقة                                                                                          |
| 23 | عزام الشوا                          |           | وزير الطاقة والموارد الطبيعية                      | مستقل                        | |
| 24 | كمال الشرافي                        |           | وزير الصحة                                         | مستقل                        | |
| 25 | حكم عمر أسعد بلعاوي                 |           | أمين عام مجلس الوزراء                              | حركة فتح                     | |
| 26 | منصب شاغر                           | منصب شاغر | وزير الأوقاف والشؤون الدينية                       | وزير الأوقاف والشؤون الدينية | وزير الأوقاف والشؤون الدينية                                                                                |

## الاستقالة
تقبل الرئيس الفلسطيني ياسر عرفات استقالة حكومة محمود عباس اعتبارًا من 6 سبتمبر 2003، على أن يستمر مجلس وزراء الحكومة بالعمل مسيرًا للأعمال لحين تولي الحكومة الجديدة مهامها.

## وصلات خارجية
- الحكومة الفلسطينية السادسة